# Marcos Llunas (álbum)
Marcos Llunas es el nombre del álbum debut homónimo de estudio grabado por el cantautor español Marcos Llunas, Fue lanzado al mercado por la empresa discográfica PolyGram Latino el 21 de septiembre de 1993. El álbum fue producido por el cantautor chileno-español Alejandro Abad.

## Lista de canciones
| Marcos Llunas |                            |                              |          |  |
| N.º           | Título                     | Escritor(es)                 | Duración |  |
| 1.            | «Reconquistarte»           | Alejandro Abad               | 3:28     |  |
| 2.            | «Bailo»                    | Alejandro Abad               | 3:43     |  |
| 3.            | «Para decir que te quiero» | Alejandro Abad               | 3:14     |  |
| 4.            | «Hay algo en tí»           | Alejandro Abad               | 4:15     |  |
| 5.            | «Vale la pena»             | Alejandro Abad               | 4:12     |  |
| 6.            | «Para olvidar»             | Rudy Pérez                   | 3:35     |  |
| 7.            | «As de corazones»          | Alejandro Abad               | 3:14     |  |
| 8.            | «Hoy he vuelto a llorar»   | Alejandro Abad · Jorge Gómez | 3:35     |  |
| 9.            | «Adiós a la universidad»   | Alejandro Abad · José Gómez  | 4:18     |  |
| 10.           | «Tu canción»               | Marcos Llunas                | 2:56     |  |

- Datos: Q5996613